# United Muslim Party
United Muslim Party var ett kortvarigt politiskt paraplyparti grundat inför 1937 års val till Bengalens lagstiftande församling av Hussein Shahid Suhrawardy. Partiet förlorade med liten marginal 1937 års val till partiet Krishak Praja och dess ledare Fazlul Huq.